# Taimiao-ritueel
Het Taimiao-ritueel is een voorouderverering die in Taimiao wordt gehouden door de koningen van de Oost-Aziatische culturele sfeer . Verschillende dynastieën hebben verschillende rituelen. De Koreaanse Jongmyo jerye en Jongmyo rituele muziek werden in 2001 door UNESCO ingeschreven op de UNESCO-lijsten van immaterieel cultureel erfgoed . 